# Raimonds Vējonis
Raimonds Vējonis (sinh ngày 15 tháng 6 năm 1966) là chính trị gia Latvia, giữ chức Tổng thống Latvia từ năm 2015. Ông từng là Bộ trưởng Bộ Môi trường và Phát triển khu vực và Bộ trưởng Bộ Quốc phòng của Latvia